# Sommerland
Sommerland – miejscowość i gmina w Niemczech, w kraju związkowym Szlezwik-Holsztyn, w powiecie Steinburg, wchodzi w skład urzędu Horst-Herzhorn.

## Współpraca
- Landin w gminie Kotzen, Meklemburgia-Pomorze Przednie[1]